# Баско (Илиноис)
Баско (енгл. Basco) град је у америчкој савезној држави Илиноис.

## Демографија
По попису из 2010. године број становника је 98, што је 9 (-8,4%) становника мање него 2000. године.
| Група             | 2000.        | 2010.       |
| Белци             | 107 (100,0%) | 98 (100,0%) |
| Афроамериканци    | 0 (0,0%)     | 0 (0,0%)    |
| Азијати           | 0 (0,0%)     | 0 (0,0%)    |
| Хиспаноамериканци | 0 (0,0%)     | 0 (0,0%)    |
| Укупно            | 107          | 98          |